# Karl Petter Løken
Karl Petter Løken (Karlskoga, 1966. augusztus 14. –) norvég válogatott labdarúgó.

## Pályafutása

### Klubcsapatban
Svédországban született. Fiatalként a Sarpsborg FK és az Askim IF játékosa volt. Amikor 1985-ben Trondheimbe érkezett, hogy megkezdje tanulmányait a Trondheimi Műszaki Egyetemen, felhívta a Rosenborg vezetőségét és megkérdezte, hogy játszhatna-e a csapatban, a válasz pedig igen volt. Hátvédként és csatárként is szerepelt. A Rosenborgban 12 szezont töltött, mellyel hétszeres norvég bajnok és négyszeres kupagyőztes lett. Az 1991-es szezonban 12 találattal a gólkirályi címet is sikerült megszereznie.
1997-ben a Stabæk csapatába igazolt, ahol még két szezont játszott. Összesen 249 mérkőzésen lépett pályára a norvég első osztályban. Miután visszavonult a Stabæk ifjúsági csapatánál dolgozott egy ideig edzőként.

### A válogatottban
A norvég U21-es válogatottban 1986 és 1987 között 3 mérkőzésen lépett pályára. 1987 és 1995 között 36 alkalommal szerepelt a norvég válogatottban és 1 gólt szerzett. Részt vett az 1994-es világbajnokságon.

### Magánélete
Mesterfokozatú vegyészmérnök diplomát szerzett és a Lundin Petroleumnál dolgozik. Mellette sportközvetítések alkalmával szakkommentátor a norvég rádiónál (NRK).

## Sikerei, díjai
Rosenborg
- Norvég bajnok (7): 1988, 1990, 1992, 1993, 1994, 1995, 1996
- Norvég kupa (4): 1988, 1990, 1992, 1995

Egyéni
- A norvég bajnokság gólkirálya (1): 1991 (12 gól)

## Külső hivatkozások
- Karl Petter Løken adatlapja a National-Football-Teams.com oldalon (angolul)

- Karl Petter Løken (angol nyelven). FootballDatabase.eu
- Karl Petter Løken (angol nyelven). eu-football.info